# Renault 35CV
La 35CV è una famiglia di autovetture di classe molto alta prodotte tra il 1906 ed il 1914 dalla casa francese Renault.

## Profilo

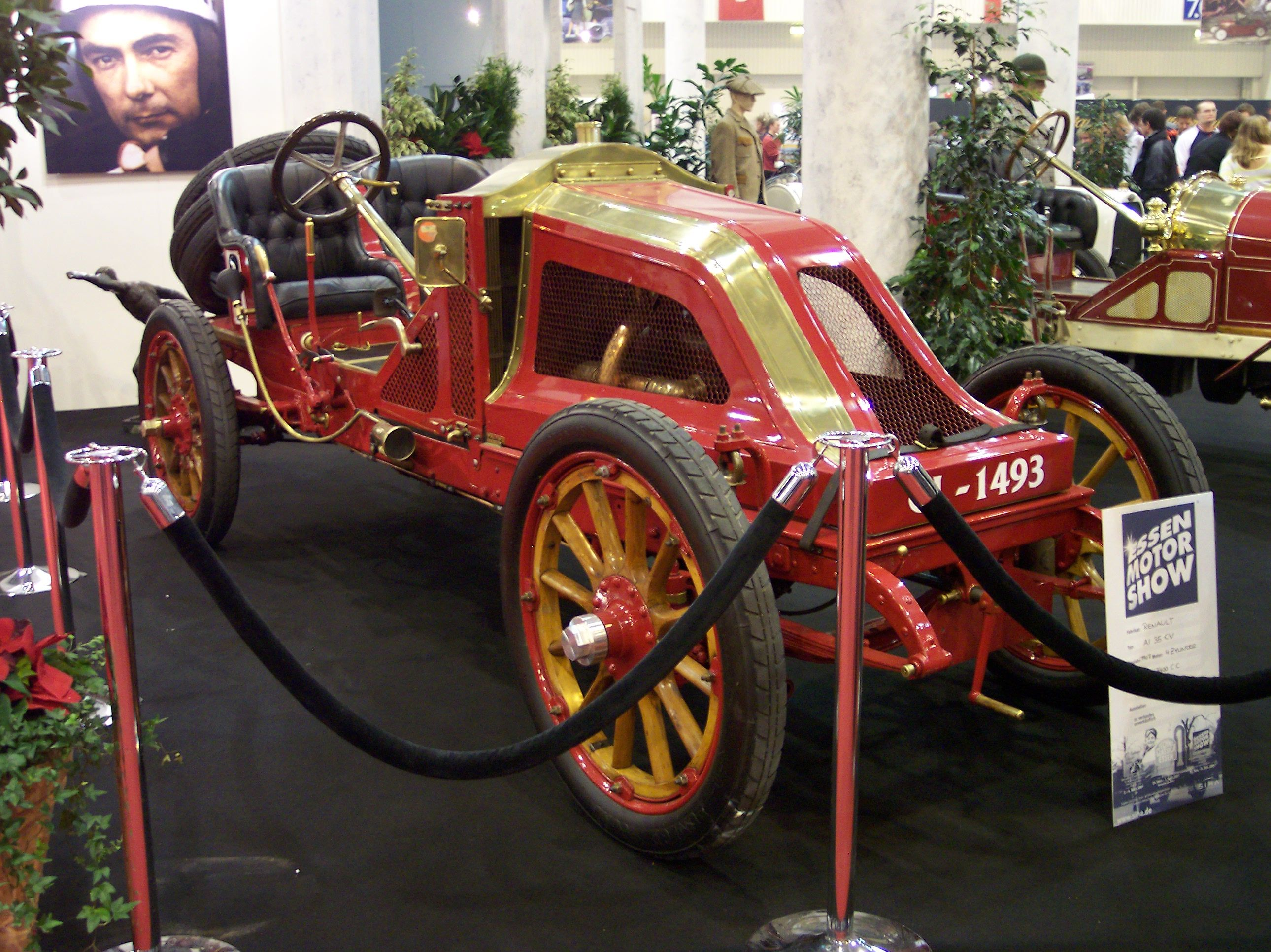
Una Renault 35 CV Type AI Sport

La famiglia di ammiraglie Renault di lusso nota come 35CV era composta dai modelli Type AI, Type CF, Type DQ e Type ET. Disponibili in più configurazioni di carrozzeria, riscossero un discreto successo e addirittura una replica di questa famiglia di vetture apparve anche nella celebre pellicola Titanic di James Cameron.
La meccanica, comune ai quattro modelli, prevedeva un 4 cilindri in linea da 7.430 cm³ in grado di erogare una potenza massima di 35 CV.
Tra il 1907 ed il 1911 furono prodotte anche la Type AI sport e la Type CT, declinazioni sportive di tali ammiraglie. Queste versioni sportive nascevano sullo stesso telaio delle versioni meno sportive, ma con passo leggermente più corto e corpo vettura molto più corto, grazie alla drastica riduzione degli sbalzi anteriore e posteriore.
Queste vetture erano inoltre delle spider, a sottolineare la sportività di questi modelli.
Nel 1911 le Type AI Sport e CT furono tolte di produzione, mentre il resto della famiglia 35 CV fu prodotta fino al 1914.